# Hemvärnets Musikkår Ängelholm
Hemvärnets musikkår Ängelholm (HvMk Ängelholm), är en svensk militär musikkår som ingår i Hemvärnsmusiken och finns belägen i Ängelholm i Skåne. Kåren bildades 1913 som stadsmusikkår, Ängelholms Musikkår, och blev hemvärnsmusikkår 1945. I dag består kåren av ett 40-tal medlemmar.